# SIX4
SIX4‏ (SIX homeobox 4) هوَ بروتين يُشَفر بواسطة جين SIX4 في الإنسان.